# 郭千瑜
郭千瑜（英語：Mina Kwok Chin Yu，1988年7月13日—），原名郭懿皚，香港女演員及主持，現為無綫電視基本藝人合約藝員。

## 簡歷
郭千瑜自小在將軍澳長大，有一名姊姊及弟弟，其母親是香港紅十字會輸血服務中心耆英團成員和氣功師。她畢業於第26期無綫電視藝員訓練班，2014年6月將原名「郭懿皚」更改為現時的「郭千瑜」，2015年跟友人合資在北角馬寶道開設美甲店「Misstey Nail Lab」；出道以來演出角色均以古裝劇、民初劇、愛回家之開心速遞劇集為主。
直至2016年，郭千瑜參演該台電視劇《公公出宮》裡，「牛女」一角而漸讓人認識；同年又與家人合資逾五十萬於土瓜灣開設點心店「皇后美點」。2018年，她在劇集《宮心計2深宮計》中飾演王蓁近身侍婢「妙蕊」，再次受到注目。2019年，她再跟母親投資超過七位數字於土瓜灣、觀塘建立養生貴賓店「寶健坊」，從事保健治療生意。
2020年，她修讀營養學及健康體重管理，表現優異，取得驕人成績，畢業後，亦正式成為營養師。
2020年，她跟家人於觀塘合資開設物理治療與健身中心。
2020年中她再跟家人合資6位數字於尖沙咀、銅鑼灣開設美容院。
2021年，她在劇集《黑金風暴》中飾演林峯妹妹「韋子瑩」，熊黛林的閨蜜，劇中角色韋子瑩經常與哥哥韋景聲頂嘴，飾演年少青春期時反叛行為的妹妹，劇中跟林峯吵架反目成仇，演活時下年青人跟家人的關係，非常貼地，博得民深，演技突破而被受讚賞，再次受到關注。
2021年，她持續進修，入讀HKU space修讀BACHELOR OF MARKETING AND MANAGEMENT，BRITISH UNIVERSITY BACHELOR PROGRAM 。

## 演出作品

### 電視劇（無綫電視）
| 首播         | 劇名               | 角色                                          |
| 2013至2015年 | 愛·回家            | 客人（第247、248集）                          |
| 2013至2015年 | 愛·回家            | 侍應（第251集）                               |
| 2013至2015年 | 愛·回家            | 姐妹（第299、300集）                          |
| 2013至2015年 | 愛·回家            | 美女戰士（第354、364集）                      |
| 2013至2015年 | 愛·回家            | 白皓澄（第523集）                             |
| 2013至2015年 | 愛·回家            | Jelly（第742集）                              |
| 2013年       | 神鎗狙擊           | 記者（第3集）                                 |
| 2013年       | On Call 36小時II   | 病人                                          |
| 2013年       | My盛Lady           | 索女（第11集）                                |
| 2013年       | 貓屎媽媽           | 強嫂 （第8集）                                |
| 2014年       | 食為奴             | 食客（第1集）                                 |
| 2014年       | 女人俱樂部         | 學生                                          |
| 2014年       | 使徒行者           | 性感女郎（第1集）                             |
| 2014年       | 愛我請留言         | 中環 OL                                       |
| 2014年       | 點金勝手           | 棱鋭金融集團接待員                            |
| 2014年       | 忠奸人             | 陳麗君（第5、6集）                            |
| 2014年       | 載得有情人         | 派對女郎                                      |
| 2014年       | 再戰明天           | 記者（第17集）                                |
| 2014年       | 老表，你好hea！    | 凱文（第27、28集）                            |
| 2014年       | 醋娘子             | 雪梨                                          |
| 2015年       | 八卦神探           | 李華芝（第9 - 11集）                          |
| 2015年       | 華麗轉身           | 援交少女（第19集）                            |
| 2015年       | 張保仔             | 菊                                            |
| 2015年       | 無雙譜             | 醉紅樓妓女                                    |
| 2015年       | 刀下留人           | 妓女                                          |
| 2016年       | 愛情食物鏈         | 職員（第20集）                                |
| 2016年       | 鐵馬戰車           | 記者                                          |
| 2016年       | 警犬巴打           | 老師                                          |
| 2016年       | 公公出宮           | 牛女                                          |
| 2016年       | 殭                 | 殭屍（第21、22、25集）                        |
| 2016年       | 火線下的江湖大佬   | 飛女                                          |
| 2016年       | 愛·回家之八時入席  | 新助導（第48集）營業部／市場部職員（第117集） |
| 2016年       | 純熟意外           | 雪糕店店員（第7集）                           |
| 2016年       | 完美叛侶           | 護士                                          |
| 2016年       | 一屋老友記         | Tracy                                         |
| 2016年       | 城寨英雄           | 達嫂                                          |
| 2016年       | 巨輪II             | 骨妹                                          |
| 2016年       | 律政強人           | 護士（第18集）                                |
| 2016年       | 來自喵喵星的妳     | Carrie                                        |
| 2016年       | 幕後玩家           | 客人女店員                                    |
| 2016年       | 流氓皇帝           | 女飛斧                                        |
| 2017年       | 財神駕到           | 護士                                          |
| 2017年       | 乘勝狙擊           | 荷官                                          |
| 2017年       | 迷                 | 化粧師                                        |
| 2017年       | 我瞞結婚了         | 女伴                                          |
| 2017年       | 與諜同謀           | 記者                                          |
| 2017年       | 全職沒女           | 仲夏夜花園酒店職員                            |
| 2017年       | 賭城群英會         | 女學員（第26集）                              |
| 2017年       | 超時空男臣         | 天朝集團員工（第10、29集）                    |
| 2017年       | 同盟               | 宴會賓客（第1、3集）毅民黨總部職員（第17集）  |
| 2017年       | 同盟               | 金天秘書（第27集）                            |
| 2017年       | 雜警奇兵           | 陳姑娘（第2、3、20集）                        |
| 2017年       | 使徒行者2          | 大學生（第12、13集）                          |
| 2017年       | 誇世代             | 1977年演員（第5、13集）                       |
| 2017年       | 溏心風暴3          | Tracy                                         |
| 2017年       | 性在有情           | 索女（第15集）                                |
| 2017年至今   | 愛·回家之開心速遞  | Jackie（第69集）                              |
| 2017年至今   | 愛·回家之開心速遞  | 霞姐（第191集）                               |
| 2017年至今   | 愛·回家之開心速遞  | Zoe Fung（第273集）                           |
| 2017年至今   | 愛·回家之開心速遞  | 宋千瑜（第426 - 1461集）                      |
| 2017年至今   | 愛·回家之開心速遞  | Kelly（第1513集）                             |
| 2018年       | 三個女人一個「因」 | 女警                                          |
| 2018年       | 果欄中的江湖大嫂   | 黃林清（第23集）                              |
| 2018年       | 宮心計2深宮計      | 妙蕊                                          |
| 2018年       | BB來了             | Mina（第14集）                                |
| 2018年       | 特技人             | 女模特兒（第8集）                             |
| 2018年       | 是咁的，法官閣下   | 小學班主任（第22集）                          |
| 2019年       | 婚姻合伙人         | 趙海兒                                        |
| 2019年       | 白色強人           | 手術室護士                                    |
| 2019年       | 包青天再起風雲     | 彭希利                                        |
| 2019年       | 她她她的少女時代   | 媽媽（第20集）                                |
| 2019年       | 金宵大廈           | 珠寶店老闆                                    |
| 2019年       | 牛下女高音         | 女客人（第8集）                               |
| 2019年       | 解決師             | 吳穎妮（第9、13、18集）                       |
| 2020年       | 大醬園             | 魯巧兒                                        |
| 2020年       | 機場特警           | 小偷（第16集）                                |
| 2020年       | 十八年後的終極告白 | 秘書（第18集）                                |
| 2020年       | 迷網               | Cindy（第8 - 10、17集）                       |
| 2020年       | 過街英雄           | Iris（第8、9集）                              |
| 2020年       | C9特工             | 老師（第1、3、15、16集）                      |
| 2020年       | 踩過界II           | 年青金蘭（第21集）                            |
| 2021年       | 陀槍師姐2021       | 女主角（第15集）                              |
| 2021年       | 失憶24小時         | 健身女子（第9集）                             |
| 2021年       | 愛美麗狂想曲       | 伴娘（第3集）                                 |
| 2021年       | 伙記辦大事         | 秘書（第11集）                                |
| 2021年       | 逆天奇案           | 黃添妻子（第13、14集）                        |
| 2021年       | 一笑渡凡間         | 女工                                          |
| 2021年       | 寶寶大過天         | 港媽（第21集）                                |
| 2021年       | 七公主             | Kay                                           |
| 2021年       | 把關者們           | 容家敏（Carmen）                              |
| 2021年       | 我家無難事         | Mina（第6、17、18集）                         |
| 2021年       | 青年心城之撐起青春 | Kelly（第1集）                                |
| 2021年       | 星空下的仁醫       | 黃美珍                                        |
| 2021年       | 換命真相           | 韓劇女主角（第4集）                           |
| 2022年       | 童時愛上你         | 秘書                                          |
| 2022年       | 白色強人II         | 新聞主播（第4、6、9、21集）                   |
| 2022年       | 美麗戰場           | 郭小玲                                        |
| 2022年       | 下流上車族         | 店員（第12、16集）                            |
| 2023年       | 黃金萬両           | 海味店店主                                    |
| 2023年       | 新四十二章         | 女職員（第19集）                              |
| 2023年       | 法言人             | 店員（第21集）                                |
| 2023年       | 隱門               | 軍裝警員                                      |
| 2023年       | 寵愛Pet Pet        | 狗主人（第1集）                               |
| 2023年       | 新聞女王           | 安雅雯                                        |
| 2025年       | 富貴千團           | 前台職員（第6、7集）                          |
| 2025年       | 奪命提示           | 護士（第26集）                                |
| 2025年       | 虛擬情人           | 護士（第4、6 - 8集）                          |
| 2025年       | 執法者們           | 光哥前妻                                      |

### 電視劇（中國大陸）
| 首播   | 劇名     | 角色   |
| 2022年 | 黑金風暴 | 韋子瑩 |

### 綜藝節目（無綫電視）
| 首播   | 節目名                       | 備註         |
| 2013年 | TVB創造傳奇節目巡禮2014      | 固定演出嘉賓 |
| 2015年 | 2015年度香港小姐競選         | 演出舞蹈環節 |
| 2016年 | 2016國泰航空新春國際匯演之夜 | 固定演出     |
| 2016年 | 萬千星輝睇多D                | 固定演出嘉賓 |
| 2013年 | 演嘢                         | 固定演出     |
| 2013年 | 玩轉世界盃                   | 固定演出     |
| 2018年 | 降魔的 捉妖遊戲              | 固定演出     |
| 2018年 | TVB 50+1再出發節目巡禮2019   | 固定演出嘉賓 |

### 主持節目（無綫電視）
| 首播          | 節目名   | 備註                                                   |
| myTV SUPER    |          |                                                        |
| 2016 - 2017年 | 甜心教室 | 與古嘉俊、林凱恩、陳華鑫、李豪、阮政峰及李思捷一同主持 |

### 微電影
| 首映   | 電影名   | 角色       |
| 2015年 | 心動傾情 | 伴娘團成員 |
| 2015年 | 幸福滋味 | 夏子婓     |

### 電影
| 首映   | 電影名                | 角色       |
| 2014年 | 分手100次             | 咖啡店客人 |
| 2017年 | 小男人週記3之吾家有喜 | 商場主管   |
| 2017年 | 我老婆未結婚          | 朋友       |
| 2017年 | 轉型團伙              | 助手       |

### 舞台劇
- 2016年1月8 - 10日：《才子亂點俏佳人》

### 音樂錄像
| 年份   | 歌名       | 歌手           |
| 2018年 | 甜言騙局   | 譚嘉儀及李思捷 |
| 2020年 | 不是富二代 | Happy Live     |

### 廣告
- 2020年：英國保誠「古天樂及李思捷估佢唔到嘅夢想？」

## 外部連結
- 郭千瑜的新浪微博
- 郭千瑜的Facebook專頁
- 郭千瑜Mina的Facebook專頁
- 郭千瑜的Instagram帳戶
- 郭千瑜在香港影庫上的簡介
- 郭千瑜在香港影庫上的簡介 2
- 郭千瑜的YouTube頻道 （页面存档备份，存于）